# Le Samyn des Dames
Le Samyn des Dames er et cykelløb i Belgien for kvinder, der blev etableret i 2012. Løbet er en del af UCI's kalender og er klassificeret som kategori 1.1 siden 2021. Løbet strækker sig over 120 kilometer.

## Vindere
| År   | Vinder                      | Toer                      | Treer                   |
| ---- | --------------------------- | ------------------------- | ----------------------- |
| 2012 | Adrie Visser                | Noemi Cantele             | Trixi Worrack           |
| 2013 | Ellen van Dijk              | Shelley Olds              | Emma Johansson          |
| 2014 | Emma Johansson              | Ashleigh Moolman-Pasio    | Sofie De Vuyst          |
| 2015 | Chantal Blaak               | Anna van der Breggen      | Emma Johansson          |
| 2016 | Chantal Blaak               | Emma Johansson            | Amy Pieters             |
| 2017 | Sheyla Gutiérrez            | Amy Pieters               | Tiffany Cromwell        |
| 2018 | Janneke Ensing              | Floortje Mackaij          | Lauren Kitchen          |
| 2019 | Jip van den Bos             | Daniela Gass              | Demi de Jong            |
| 2020 | Chantal van den Broek-Blaak | Christine Majerus         | Lotte Kopecky           |
| 2021 | Lotte Kopecky               | Emma Norsgaard            | Chloe Hosking           |
| 2022 | Emma Norsgaard              | Chiara Consonni           | Vittoria Guazzini       |
| 2023 | Marta Bastianelli           | Maria Giulia Confalonieri | Vittoria Guazzini       |
| 2024 | Vittoria Guazzini           | Anniina Ahtosalo          | Christina Schweinberger |
| 2025 | Lorena Wiebes               | Linda Zanetti             | Lara Gillespie          |

Kilder: